# Тас-Юряхське нафтогазоконденсатне родовище
Тас-Юряхське нафтогазоконденсатне родовище — одне з родовищ вуглеводнів у східносибірському регіоні Росії. Розташоване за 75 км на південь від Мирного та за 140 км північніше Ленська, поряд з Середньоботуобінським родовищем. Станом на 2016 рік шосте за розміром оцінених запасів газу родовище Якутії. Наледжить до Непсько-Ботуобінської нафтогазоносної області Лєно-Тунгуської нафтогазоносної провінції.

## Опис
Структура виявлена у 1973 році. Наявність тут родовища підтверджена свердловиною № 574, пробуреною у 1981-му. Поклади вуглеводнів відкриті у відкладеннях нижнього та верхнього венду і нижнього кембрію. За своїм типом вони належать до пластових, литологічно та/або тектонічно екранованих. Колектори у вендських горизонтах представлені пісковиками, в кембрійських — доломітами та вапняками.
Запаси за російською класифікаційною системою за категоріями С1+С2 оцінюються у 114 млрд. м3 газу і 9 млн т нафти та конденсату.
У 2011 році право на розробку родовища передано без конкурсу державній компанії «Газпром». У 2015 та 2016 роках для уточнення запасів тут пробурено по дві свердловини. Після початку розробки можливий експорт газу через трубопровідну систему «Сила Сибіру».